# Солотвини
Солотвини (пол. Słotwiny) — колишнє лемківське село, тепер — частина міста Криниця в південно-східній Польщі, Новосандецький повіт Малопольського воєводства.

## Розташування
Північно-західна частина міста Криниця.

## Історія
Солотвини були окремим селом, початки якого сягають XVI ст.

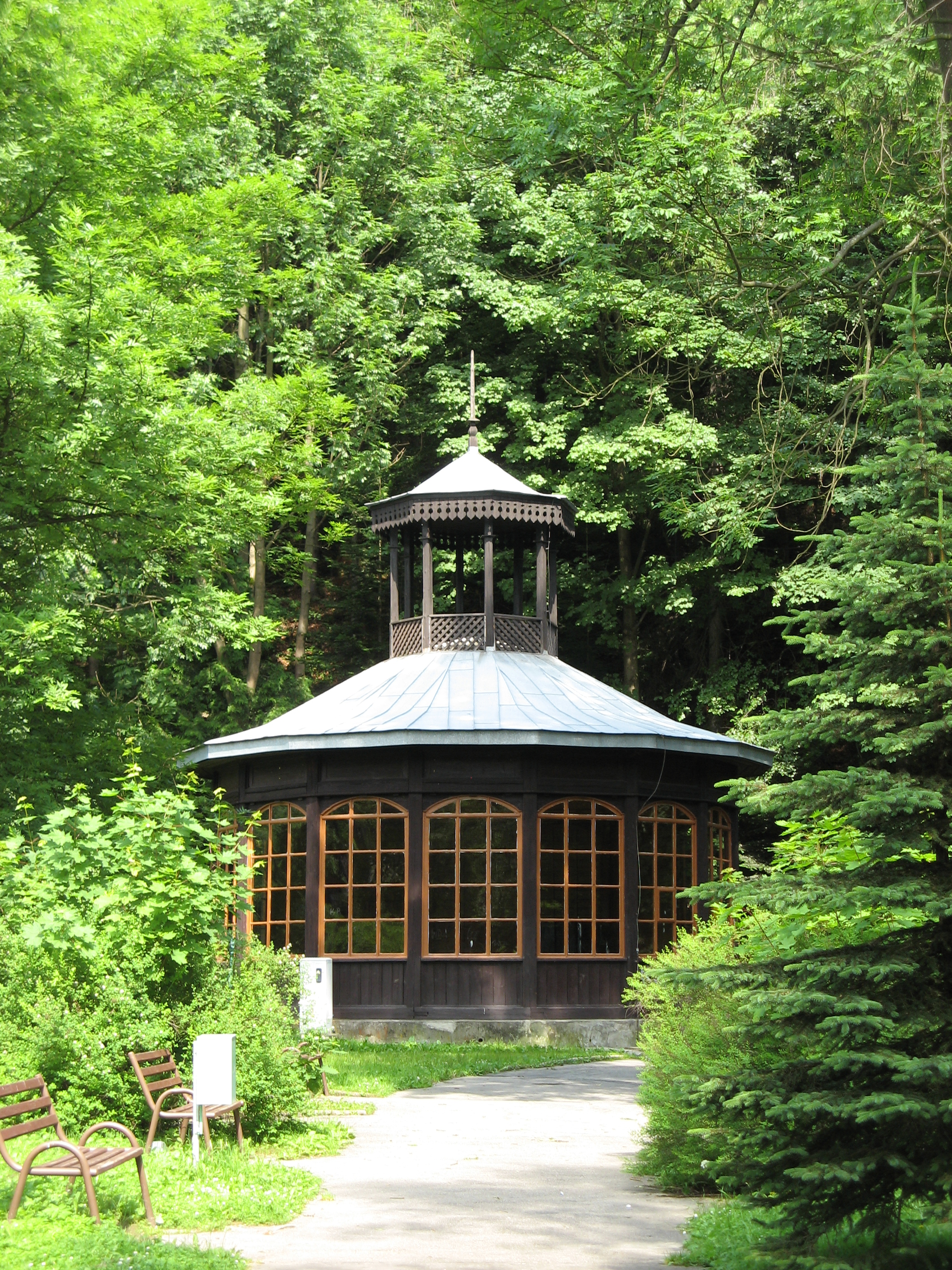
Найстаріша будівля в Криниці — бювет «Солотвинка» з 1806 р.

Чисто лемківський склад села у зв'язку з розбудовою курорту в Криниці змінився внаслідок напливу поляків після призначення управителем курорту поляка в 1851 р. У 1889 р. в селі було 77 будинків і 416 мешканців (351 греко-католик, 25 римо-католиків і 37 юдеїв).
У 1909 р. відкрито школу в старому приходському будинку, в 1925 р. споруджено нове приміщення школи.
1 квітня 1929 р. село приєднано до Криниці.
У 1936 р. в селі було 685 греко-католиків, 514 римо-католиків, 16 православних, 8 сектантів і 177 юдеїв.
У 1941—1943 рр. євреї були знищені німцями. Після Другої світової війни настала черга українського населення, яке було поляками піддане етноциду. Частина виселена на територію СРСР в 1945—1946 рр. Родини, яким вдалось уникнути виселення, в 1947 році під час Операції Вісла були депортовані на понімецькі землі.

## Церква
У селі з XVIII ст. була окрема парохія. В 1854 р. парохію Солотвини приєднано до Криниці. В 1884 р. згоріла церква і на її місці в 1887 р. збудовано нову дерев'яну церкву Покрови Пресвятої Богородиці. В 1927 році відновлено самостійну парохію, яка належала до Мушинського деканату Перемишльської єпархії (з 1934 р. — Апостольської адміністрації Лемківщини). Метричні книги велися з 1784 року. Після виселення українців церква перетворена на костел.